# (100794) 1998 FK76
(100794) 1998 FK76 es un asteroide perteneciente al cinturón de asteroides descubierto el 24 de marzo de 1998 por el equipo del Lincoln Near-Earth Asteroid Research desde el Laboratorio Lincoln, Socorro, Nuevo México, Estados Unidos.

## Designación y nombre
Designado provisionalmente como 1998 FK76.

## Características orbitales
1998 FK76 está situado a una distancia media del Sol de 2,297 ua, pudiendo alejarse hasta 2,547 ua y acercarse hasta 2,047 ua. Su excentricidad es 0,108 y la inclinación orbital 4,815 grados. Emplea 1271,97 días en completar una órbita alrededor del Sol.

## Características físicas
La magnitud absoluta de 1998 FK76 es 16,6. 